# Corina Smith
Pour les articles homonymes, voir Smith.
María Corina Smith Pocaterra, aussi connue sous le nom de Corina Smith, est une actrice, chanteuse et mannequin vénézuélienne, née le 8 septembre 1991 à Caracas en Venezuela.

## Biographie et carrière

### 1991-2009: Enfance et débuts
Corina Smith est née le 8 septembre 1991 à Caracas. Elle est la fille de Roberto Smith Perera, chef du parti d'opposition vénézuélien Volonté populaire et Marina Pocaterra. Corina Smith a étudié l'économie et la finance au l'Université de Boston, aux États-Unis, jusqu'en 2014, année de son retour au Venezuela.
Smith a deux sœurs, María Sofía Smith et María Elisa Smith.
Smith a fait ses débuts à la télévision en 2009, en participant à la série télévisée Somos tú y yo, un nuevo día, dans laquelle elle incarne Maria Corina, une pom-pom girl de l'Académie Granadillo. La série est une spin-off de Somos tú y yo et est basée sur le film américain Grease. La série a été lancée le 17 août 2009 par la chaîne latino-américaine Boomerang et a été diffusée en Amérique latine, en Europe, en Asie et dans certains pays du Moyen-Orient.
En 2010, Smith rejoint le casting principal de la série, NPS: No puede ser. La série est la deuxième spin-off de Somos tú y yo et marque la fin de la série. La série a été diffusée pour la première fois le 25 juillet 2010 au Venezuela par Venevisión et le 8 novembre 2010 par la chaîne latino-américaine Boomerang.

### Depuis 2015: Carrière de chanteuse et nouveaux projets
En 2015, Smith fait ses débuts comme chanteur avec un single promotionnel, La Difícil, dont elle a enregistré un clip vidéo à La Guaira, au Venezuela, avec la participation de Sheryl Rubio, Rosmeri Marval, Rosangelica Piscitelli, Natalia Moretti et Vanessa Suárez.
En mai 2016, elle publie son deuxième single, Vitamina D. Ce single fait partie du premier album de la chanteuse.
En septembre 2016, elle sort son troisième single Escape avec le chanteur vénézuélien Gustavo Elis,,. Le clip vidéo a été produit par Nael et Justin, qui ont parfois collaboré avec des artistes tels que Jonathan Moly et Ilegales. En décembre 2016, elle sort son quatrième single "Ahora o Nunca".
En juin 2017, elle est invitée à présenter un prix aux Heat Latin Music Awards, décernés par la chaîne musicale HTV,.
En août 2017, elle se rend en Équateur dans le cadre de la promotion disque et elle fait la première partie du chanteur Daddy Yankee à Guayaquil,.
En septembre 2017, Corina présente son nouveau single Completa. La vidéo est produite par  Nael et Justin. Le single réussit rapidement à se positionner dans les premières positions de Record Report et, grâce au succès obtenu, il est l'image d'importantes marques au Venezuela,.
En février 2018, Smith présente son nouveau single, Montaña Rusa. La vidéo était sous la production de Nael et Justin,.
En juillet 2018, elle sort le single Más. La vidéo est produite par Nael et Justin.
En septembre 2018, elle sort le single Cantante avec la collaboration des chanteurs vénézuéliens Neutro Shorty et Big Soto. La chanson est produite par les sociétés de musique Rimas Music et Trap Money.
En décembre 2018, elle publie le single Este año. La chanson est produite par la compagnie musicale DLS Music.
En janvier 2019, elle sort le single Mientras Tanto. La vidéo est dirigée par Jose Bueno.
En février 2019, elle sort le single Fondo de Pantalla. La chanson est produite par la compagnie musicale DLS Music.
En avril 2019, elle sort son single Se te nota.

## Filmographie
- 2009 : Somos tú y yo, un nuevo día : María Corina[25] (concert film)
- 2010 : NPS : No puede ser : Tina Martínez (concert film)

## Discographie

### Simple
- 2015 : La Difícil
- 2016 : Vitamina D
- 2016 : Escape
- 2016 : Ahora o Nunca
- 2017 : Completa
- 2018 : Montaña Rusa
- 2018 : Más
- 2018 : Soy Para Mi
- 2018 : Cantante avec Neutro Shorty et Big Soto
- 2018 : Este Año
- 2019 : Mientras Tanto
- 2019 : FDP Fondo de pantalla
- 2019 : Se te nota

### Collaborations
- 2016 : Escape avec Gustavo Elis
- 2017 : Novios avec Gustavo Elis
- 2017 : VIP avec Gaby Noya et Vanessa Suárez